# ワールドカップ・サンパウロ
ワールドカップ・サンパウロは2009年に新設されたブラジルの国際柔道大会。2009年はベロオリゾンテで開催されたが、2010年からはサンパウロ開催となった。

## 来歴
2009年よりIJFワールド柔道ツアーの一環として、グランドスラム、グランプリなどに次ぐ位置付けとなったワールドカップのうちの1大会。なお、今大会は世界ランキング対象大会であるが、国際柔道連盟主催ではなく大陸連盟主催の大会であるため、ワールド柔道ツアーには含まれない。年度によって男女交互に開催される。

## 優勝者

### 男子
| 年     | 60 kg級                  | 66 kg級                          | 73 kg級                        | 81 kg級                | 90 kg級              | 100 kg級                   | 100 kg超級             |
| 2009年 | デニルソン・ローレンソ   | レアンドロ・クーニャ             | レアンドロ・ギルヘイロ         | ギルヘルメ・ルナ       | ティアゴ・カミロ     | ルシアーノ・コヘア         | ウォルター・サントス   |
| 2010年 | ベスラン・ムドラノフ     | ハシュバータル・ツァガンバータル | ブルーノ・メンドンサ           | レアンドロ・ギルヘイロ | ユーゴ・ペッサーニャ | ルシアーノ・コヘア         | ロベルト・ジンマーマン |
| 2011年 | ルートウィヒ・パイシャー | ルイス・レヴィテ                 | サインジャルカル・ニャムオチル | ヨアキム・ボティオ     | アスレイ・ゴンサレス | エルコ・ファンデルヘースト | ラファエル・シルバ     |

### 女子
| 年     | 48 kg級                      | 52 kg級                | 57 kg級                    | 63 kg級                    | 70 kg級              | 78 kg級            | 78 kg超級                |
| 2009年 | タシアナ・リマ               | エリカ・ミランダ       | マーレン・ハイン           | ヤーデン・ジェルビ         | ジュリアーヌ・ロブラ | ハイデ・ウォラート | フランツィスカ・コニッツ |
| 2010年 | サラ・メネゼス               | ナタリア・クジュティナ | ユリスレイディス・ルペティ | 徐麗麗                     | オニックス・コルテス | ケイラ・ハリソン   | イダリス・オルティス     |
| 2011年 | シャルリーヌ・ファンスニック | エリカ・ミランダ       | ラファエラ・シルバ         | ツェデブスレン・ムンフザヤ | ジュリ・アルベアル   | 張浙慧             | 于頌                     |

## 外部サイト
- IJF World Cup Brazil